# Montpasièr
Mont Pasièr (en francès Monpazier) és un municipi francès situat al departament de la Dordonya i a la regió de la Nova Aquitània.

## Demografia
| 1962                                       | 1968 | 1975 | 1982 | 1990 | 1999 | 2007 |
| ------------------------------------------ | ---- | ---- | ---- | ---- | ---- | ---- |
| 664                                        | 656  | 558  | 533  | 531  | 516  | 530  |
| Des de 1962: població sense dobles comptes |      |      |      |      |      |      |

## Administració
| Període   | Identitat         | Partit        |
| --------- | ----------------- | ------------- |
| 1989-2008 | Jean-Marie Delmon |               |
| 2008-     | Fabrice Duppi     | Divers gauche |